# Ramphia quadriplaga
Ramphia quadriplaga är en fjärilsart som beskrevs av Walker 1858. Ramphia quadriplaga ingår i släktet Ramphia och familjen nattflyn. Inga underarter finns listade.